# Jöran Adlersteen
Jöran Adlersteen, före adlandet 1681 Piehlman, född omkring 1640 i Stockholm, död 10 mars 1713, var en svensk friherre och ämbetsman.
Adlersteen blev kamrerare vid generalguvernementet i Skåne 1679, och förde 1680 som deltagare i Johan Gyllenstiernas ambassad till Köpenhamn förhandlingar om en svensk-dansk myntkonvention. Han blev 1687 ledamot av reduktionskommissionen i Skåne och påbörjade en 1694 av Kammarkollegium underkänd ny skattläggning i landskapet. Han utnämndes 1700 till generalkrigskommissarie och ombesörjde som sådan (1700–1706) de svenska truppernas överförande till Östersjöprovninserna 1700–1701. År 1706 utnämndes han till landshövding i Blekinge och verkade 1709–1710 för Blekinges försvar mot danskarna. Adlersteen upphöjdes 1707 i friherrligt stånd. Han slöt själv sin adliga ätt. Han grundade 1691 Henrikstorps glasbruk, som övertogs av hans dotter Christina Beata Adlersteen.